# Kategoria e Parë 1946
Die Kategoria e Parë 1946 (sinngemäß: Erste Liga) war die neunte Austragung der albanischen Fußballmeisterschaft und wurde vom nationalen Fußballverband Federata Shqiptare e Futbollit ausgerichtet. Die Saison begann am 14. April und endete am 14. Juli 1946.

## Spielmodus
Die Kategoria e Parë 1946 umfasste wie schon im Jahr zuvor zwölf Teams. Der Start der Spielzeit wurde im Vergleich zu 1945 von September wieder auf April vorverlegt. Titelverteidiger war Vllaznia Shkodra.
Nach der vorherigen Spielzeit hatten sich die Militärklubs Liria Korça und Ylli Shkodra aufgelöst. Sie wurden durch Erzeni Shijak und Spartaku Kuçova ersetzt, die beide ihre erste Spielzeit in der Kategoria e Parë absolvierten. Zudem änderten einige Vereine ihren Namen: der Rekordmeister SK Tirana hieß fortan KS 17. Nëntori Tirana, Teuta Durrës nannte sich KS Ylli i Kuq Durrës und  KS Ismail Qemali Vlora gab sich den heutigen Namen Flamurtari Vlora.
Die teilnehmenden Mannschaften wurden in zwei Sechser-Gruppen aufgeteilt, in denen die Teams zweimal gegeneinander antraten. Die beiden Gruppensieger ermittelten in zwei Finalspielen den Meister.
Insgesamt fielen 184 Tore, was einem Schnitt von 3,0 Treffern pro Partie entspricht. Torschützenkönig wurde Xhevdet Shaqiri von Vllaznia Shkodra mit 11 Treffern.

## Vereine
| Verein                | Logo                          | Stadt       | Gruppe |
| --------------------- | ----------------------------- | ----------- | ------ |
| KS Ylli i Kuq Durrës  | Logo Teuta Durrës             | Durrës      | A      |
| Bashkimi Elbasan      | Logo KS Elbasani              | Elbasan     | B      |
| KS Skënderbeu Korça   | Logo Skënderbeu               | Korça       | A      |
| KS Vllaznia Shkodra   | Logo FK Vllaznia Shkoder      | Shkodra     | A      |
| KS 17. Nëntori Tirana | Logo SK Tirana                | Tirana      | A      |
| KS Flamurtari Vlora   | Logo Flamurtari Vlora         | Vlora       | B      |
| KS Besa Kavaja        | Logo KS Besa Kavajë           | Kavaja      | A      |
| KF Erzeni Shijak      | Logo Erzeni Shijak            | Shijak      | B      |
| FK Tomori Berat       | Vereinslogo von FK Tomori     | Berat       | B      |
| Spartaku Kuçova       |                               | Kuçova      | B      |
| Apolonia Fier         | Logo Apolonia Fier            | Fier        | A      |
| Shqiponja Gjirokastra | Logo KS Luftëtari Gjirokastra | Gjirokastra | B      |

## Gruppe A
In der Gruppe A trafen die Vorjahresfinalisten Vllaznia Shkodra und 17. Nëntori Tirana aufeinander. Wie schon im Meisterschaftsfinale von 1945 behielt Titelverteidiger Vllaznia souverän die Oberhand mit vier Punkten Vorsprung auf Tirana, auch weil Shkodra alle Spiele gewinnen konnte. Der Hauptstadtverein aus Tirana siegte in allen Partien bis auf die Spiele gegen Vllaznia. Mit großem Rückstand auf die beiden Ersten kam Besa Kavaja als Dritter der Staffel ein, es folgten in knappem Abstand Skënderbeu Korça, Ylli i Kuq Durrës und Apolonia Fier. Kavaja und Fier zogen für die kommende Spielzeit zurück.
Tabelle
| Pl. | Verein                  | Sp. | S  | U | N | Tore    | Quote | Punkte |
| --- | ----------------------- | --- | -- | - | - | ------- | ----- | ------ |
| 1.  | KS Vllaznia Shkodra (M) | 10  | 10 | 0 | 0 | 032:300 | 10,67 | 20:0   |
| 2.  | KS 17. Nëntori Tirana   | 10  | 8  | 0 | 2 | 026:700 | 3,71  | 16:40  |
| 3.  | KS Besa Kavaje          | 10  | 3  | 3 | 4 | 010:120 | 0,83  | 09:11  |
| 4.  | KS Skënderbeu Korça     | 10  | 3  | 1 | 6 | 013:250 | 0,52  | 07:13  |
| 5.  | KS Ylli i Kuq Durrës    | 10  | 1  | 2 | 7 | 007:230 | 0,30  | 04:16  |
| 6.  | Apolonia Fier           | 10  | 1  | 2 | 7 | 007:250 | 0,28  | 04:16  |

| (N) | Neuaufsteiger |

Kreuztabelle
| Gruppe A              | KS Vllaznia Shkodra | KS 17. Nëntori Tirana | KS Besa Kavaje | KS Skënderbeu Korça | KS Ylli i Kuq Durrës | KF Apolonia Fier |
| KS Vllaznia Shkodra   |                     | 5:1                   | 2:1            | 6:0                 | 4:0                  | 6:0              |
| KS 17. Nëntori Tirana | 0:1                 |                       | 5:0            | 3:0                 | 4:0                  | 3:0              |
| KS Besa Kavaje        | 0:1                 | 0:1                   |                | 2:0                 | 0:0                  | 4:1              |
| KS Skënderbeu Korça   | 1:4                 | 1:3                   | 1:1            |                     | 2:0                  | 2:1              |
| KS Ylli i Kuq Durrës  | 0:1                 | 0:3                   | 1:1            | 4:3                 |                      | 1:1              |
| KF Apolonia Fier      | 0:2                 | 0:3                   | 0:0            | 1:3                 | 3:1                  |                  |

## Gruppe B
In der B-Staffel zog in einer knappen Entscheidung Flamurtari Vlora in das Finale ein. Einen Punkt Vorsprung wies der Klub nach Abschluss der Gruppenspiele auf Bashkimi Elbasan und vier auf Neuling Erzeni Shijak auf. Auf den weiteren Rängen platzierten sich Shqiponja Gjirokastra, Spartaku Kuçova und Tomori Berat, das wie im Jahr zuvor Letzter seiner Gruppe wurde. Für die kommende Saison schrieben sich die beiden Neulinge Erzeni Shijak und Spartaku Kuçova nicht mehr ein.
Tabelle
| Pl. | Verein                | Sp. | S | U | N | Tore    | Quote | Punkte |
| --- | --------------------- | --- | - | - | - | ------- | ----- | ------ |
| 1.  | KS Flamurtari Vlora   | 10  | 7 | 2 | 1 | 017:800 | 2,13  | 16:40  |
| 2.  | Bashkimi Elbasan      | 10  | 7 | 1 | 2 | 018:700 | 2,57  | 15:50  |
| 3.  | KF Erzeni Shijak (N)  | 10  | 4 | 4 | 2 | 014:120 | 1,17  | 12:80  |
| 4.  | Shqiponja Gjirokastra | 10  | 3 | 2 | 5 | 012:160 | 0,75  | 08:12  |
| 5.  | Spartaku Kuçova (N)   | 10  | 2 | 2 | 6 | 016:200 | 0,80  | 06:14  |
| 6.  | FK Tomori Berat       | 10  | 1 | 1 | 8 | 007:220 | 0,32  | 03:17  |

| (N) | Neuaufsteiger |

Kreuztabelle
| Gruppe B              | KS Flamurtari Vlora | Bashkimi Elbasan | KF Erzeni Shijak | Shqiponja Gjirokastra | Spartaku Kuçova | FK Tomori Berat |
| KS Flamurtari Vlora   |                     | 1:0              | 2:0              | 2:0                   | 3:1             | 3:1             |
| Bashkimi Elbasan      | 2:0                 |                  | 3:1              | 2:0                   | 3:1             | 3:1             |
| KF Erzeni Shijak      | 0:0                 | 1:1              |                  | 3:2                   | 1:0             | 3:0             |
| Shqiponja Gjirokastra | 2:3                 | 0:1              | 1:1              |                       | 2:1             | 2:1             |
| Spartaku Kuçova       | 1:2                 | 3:2              | 2:2              | 2:2                   |                 | 4:2             |
| FK Tomori Berat       | 1:1                 | 0:2              | 0:2              | 0:1                   | 2:1             |                 |

## Finalspiele
Die beiden Gruppenersten Vllaznia Shkodra und Flamurtari Vlora ermittelten in Hin- und Rückspiel den Meister. Erwartungsgemäß siegte Vllaznia durch einen Doppelpack von Pal Mirashi souverän mit 2:0 in Vlora und sicherte sich mit einem 3:0 zu Hause endgültig zum zweiten Mal in Folge den Titel des albanischen Meisters. Für Vlora war der Vizemeistertitel der bis dahin größte Erfolg der Klubgeschichte.
| Datum         |                     | Ergebnis  |                     | Torschützen                                           | Ort     |
| ------------- | ------------------- | --------- | ------------------- | ----------------------------------------------------- | ------- |
| 7. Juli 1946  | Flamurtari Vlora    | 0:2 (0:1) | KS Vllaznia Shkodra | 0:1 Mirashi (4.), 0:2 Mirashi (58.)                   | Vlora   |
| 14. Juli 1946 | KS Vllaznia Shkodra | 3:0 (1:0) | Flamurtari Vlora    | 1:0 Halepiani (5.), 2:0 Çoba (51.), 3:0 Shaqiri (80.) | Shkodra |
| Gesamt:       | Flamurtari Vlora    | 0:5       | KS Vllaznia Shkodra |                                                       |         |

## Die Mannschaft des Meisters Vllaznia Shkodra
| 1.                       | Vllaznia Shkodra |
| Logo FK Vllaznia Shkoder | Dode Tahiri, Muhamet Rexhepi, Beqir Osmani, Muhamet Dibra, Muc Koxhja, Prenge Gjeloshi, Bimo Fakja, Muhamet Ademi, Latif Alibali, Ernest Halepiani, Xhevdet Shaqiri, Met Vasija, Pal Mirashi, Adem Smajli, Isuf Coba, Zyhdi Barbullushi – Trainer: Ernest Halepiani. |